# Saint-Paul-en-Forêt
Saint-Paul-en-Forêt – miejscowość i gmina we Francji, w regionie Prowansja-Alpy-Lazurowe Wybrzeże, w departamencie Var.
Według danych na rok 1990 gminę zamieszkiwały 812 osoby, a gęstość zaludnienia wynosiła 40 osób/km² (wśród 963 gmin regionu Prowansja-Alpy-W. Lazurowe Saint-Paul-en-Forêt plasuje się na 411. miejscu pod względem liczby ludności, natomiast pod względem powierzchni na miejscu 489.).